# Joueur africain de l'année
Cet article concerne le prix du meilleur joueur africain décerné par la CAF. Pour les autres récompenses, voir Footballeur africain de l'année et Ballon d'or africain.
Le prix du Joueur africain de l'année est une récompense décernée au meilleur joueur de football africain par la Confédération africaine de football (CAF). Élu par les fédérations de football d'Afrique, depuis 1992 ce prix remplace l'ancien Ballon d'or africain, décerné par France Football.
Le Nigeria détient le plus de joueurs récompensés avec 7.
Yaya Touré et Samuel Eto'o sont les joueurs les plus titrés avec 4 récompenses chacun.

## Historique
Le 2 février 2008, Frédéric Kanouté (né en France) est élu Joueur Africain de l'année 2007 et devient le premier joueur né en dehors du continent africain à remporter ce prix,. Pierre-Emerick Aubameyang en 2015 et Riyad Mahrez en 2016 sont également des lauréats nés en France. Ademola Lookman, récompensé en 2024, est lui né à Wandsworth (Grand Londres).
Les éditions 2020 et 2021 sont annulées en raison de la pandémie du Covid-19.

## Palmarès

### Palmarès par édition
| Année | Vainqueur                                             | Nationalité                                           | Club                                                  |
| ----- | ----------------------------------------------------- | ----------------------------------------------------- | ----------------------------------------------------- |
| 1992  | Abedi Pelé                                            | Ghana                                                 | Olympique de Marseille                                |
| 1993  | Rashidi Yekini                                        | Nigeria                                               | Vitória Setúbal                                       |
| 1994  | Emmanuel Amunike                                      | Nigeria (2)                                           | Sporting                                              |
| 1995  | George Weah                                           | Liberia                                               | AC Milan                                              |
| 1996  | Nwankwo Kanu                                          | Nigeria (3)                                           | Inter Milan                                           |
| 1997  | Victor Ikpeba                                         | Nigeria (4)                                           | AS Monaco                                             |
| 1998  | Mustapha Hadji                                        | Maroc                                                 | Deportivo La Corogne                                  |
| 1999  | Nwankwo Kanu (2)                                      | Nigeria (5)                                           | Arsenal                                               |
| 2000  | Patrick Mboma                                         | Cameroun                                              | Parme                                                 |
| 2001  | El-Hadji Diouf                                        | Sénégal                                               | RC Lens                                               |
| 2002  | El-Hadji Diouf (2)                                    | Sénégal (2)                                           | Liverpool                                             |
| 2003  | Samuel Eto'o                                          | Cameroun (2)                                          | Real Majorque                                         |
| 2004  | Samuel Eto'o (2)                                      | Cameroun (3)                                          | FC Barcelone                                          |
| 2005  | Samuel Eto'o (3)                                      | Cameroun (4)                                          | FC Barcelone                                          |
| 2006  | Didier Drogba                                         | Côte d'Ivoire                                         | Chelsea                                               |
| 2007  | Frédéric Kanouté                                      | Mali                                                  | FC Séville                                            |
| 2008  | Emmanuel Adebayor                                     | Togo                                                  | Arsenal                                               |
| 2009  | Didier Drogba (2)                                     | Côte d'Ivoire (2)                                     | Chelsea                                               |
| 2010  | Samuel Eto'o (4)                                      | Cameroun (5)                                          | Inter Milan                                           |
| 2011  | Yaya Touré                                            | Côte d'Ivoire (3)                                     | Manchester City                                       |
| 2012  | Yaya Touré (2)                                        | Côte d'Ivoire (4)                                     | Manchester City                                       |
| 2013  | Yaya Touré (3)                                        | Côte d'Ivoire (5)                                     | Manchester City                                       |
| 2014  | Yaya Touré (4)                                        | Côte d'Ivoire (6)                                     | Manchester City                                       |
| 2015  | Pierre-Emerick Aubameyang                             | Gabon                                                 | Borussia Dortmund                                     |
| 2016  | Riyad Mahrez                                          | Algérie                                               | Leicester City                                        |
| 2017  | Mohamed Salah                                         | Égypte                                                | Liverpool                                             |
| 2018  | Mohamed Salah (2)                                     | Égypte (2)                                            | Liverpool                                             |
| 2019  | Sadio Mané                                            | Sénégal (3)                                           | Liverpool                                             |
| 2020  | Éditions annulées à cause de la pandémie du Covid-19. | Éditions annulées à cause de la pandémie du Covid-19. | Éditions annulées à cause de la pandémie du Covid-19. |
| 2021  | Éditions annulées à cause de la pandémie du Covid-19. | Éditions annulées à cause de la pandémie du Covid-19. | Éditions annulées à cause de la pandémie du Covid-19. |
| 2022  | Sadio Mané (2)                                        | Sénégal (4)                                           | Liverpool / Bayern Munich                             |
| 2023  | Victor Osimhen                                        | Nigeria (6)                                           | SSC Napoli                                            |
| 2024  | Ademola Lookman                                       | Nigeria (7)                                           | Atalanta Bergame                                      |

### Distinctions multiples
| Rang | Joueur         | Titres |
| ---- | -------------- | ------ |
| 1    | Yaya Touré     | 4      |
| 1    | Samuel Eto'o   | 4      |
| 3    | Didier Drogba  | 2      |
| 3    | Nwankwo Kanu   | 2      |
| 3    | El-Hadji Diouf | 2      |
| 3    | Sadio Mané     | 2      |
| 3    | Mohamed Salah  | 2      |

| Rang | Nationalité   | Titres |
| ---- | ------------- | ------ |
| 1    | Nigeria       | 7      |
| 2    | Côte d'Ivoire | 6      |
| 3    | Cameroun      | 5      |
| 4    | Sénégal       | 4      |
| 5    | Égypte        | 2      |

| Rang | Club            | Titres |
| ---- | --------------- | ------ |
| 1    | Liverpool       | 5      |
| 2    | Manchester City | 4      |
| 3    | FC Barcelone    | 2      |
| 3    | Arsenal         | 2      |
| 3    | Chelsea         | 2      |
| 3    | Inter Milan     | 2      |